# Jerónimo Bécker
Jerónimo Bécker y González (Salamanca, 2 de diciembre de 1857-Madrid, 25 de mayo de 1925) fue un diplomático, historiador y periodista español.

## Biografía
Nacido el 2 de diciembre de 1857 en Salamanca, se licenció en Derecho por la Universidad Central y enseguida se consagró con éxito al periodismo. Fue redactor de El Globo cuando este periódico pertenecía a Emilio Castelar, pero incómodo con su republicanismo lo fue luego del periódico de Cánovas, El Nacional (1894). Dirigió La Regencia (1889) y El Clamor (1891) y fue redactor jefe de La Época (1902). Colaboró en, entre otras publicaciones, La Ilustración Española y Americana, La España Moderna, Nuestro Tiempo y el Boletín de la Real Sociedad Geográfica. Editó las obras de fray Pedro de Aguado (1538-1609) Historia de Santa Marta y Nuevo Reino de Granada (Madrid, 1916-1917, 2 vols.) e Historia de Venezuela (Madrid, 1918-1919, 2 vols.) 
Perteneció al Cuerpo de Archiveros, Bibliotecarios y Arqueólogos desde 1900 y fue jefe del Archivo y Biblioteca del Ministerio de Estado entre 1900 y 1924. También fue socio de la Real Sociedad Geográfica, individuo de número (1913) y bibliotecario (desde 1922) de la Real Academia de la Historia y secretario del marqués de Villaurrutia. Ejerció como vocal de la Junta Central de la Liga Africanista Española y fue miembro correspondiente de la Academia de Bellas Artes y Ciencias Históricas de Toledo, de la Sociedad Geográfica de Lisboa, de la Academia Nacional de la Historia de Bogotá, de la Junta de Historia y Numismática Americana de Buenos Aires y de la Academia de la Historia de La Habana. 
Próximo al republicano Emilio Castelar en su juventud, durante la Restauración se integró en el Partido Liberal Conservador de Antonio Cánovas del Castillo, pero a su muerte se transforó en seguidor de Antonio Maura. Su obra historiográfica está fuertemente marcada por su nacionalismo conservador y regeneracionista. 
Combatió la leyenda negra con obras como La tradición colonial española, Madrid, 1913, o La política española en Indias: rectificaciones históricas, Madrid, Jaimer Rates, 1920. Fue secretario de la Junta Superior de Historia y Geografía de Marruecos, comendador de número de la Orden de Alfonso XII y caballero gran cruz de la Orden de Isabel la Católica (1914). Falleció el 25 de mayo de 1925 en Madrid. Estuvo casado con Delfina Lozano (f. 1912) y entre sus hijos se contaron Eduardo (f. 1914) y María (f. 1916).

## Obras

### Históricas
- De los derechos de las naciones y del principio de no intervención. Madrid: El Nacional, 1895
- El nuevo reino de Granada en el siglo XVIII, Madrid: Imp. del Asilo de huérfanos del S. C. de Jesús, 1921.
- Historia política y diplomática desde la independencia de los Estados Unidos hasta nuestros días: 1776-1895. Madrid: Antonio Romero, 1897
- Relaciones diplomáticas entre España y la Santa Sede durante el siglo XIX. Madrid: Imprenta de Jaime Ratés Martín, 1908
- Historia de las Relaciones Exteriores de España durante el Siglo XIX.: Apuntes para una Historia Diplomática, 1925.
- España y Marruecos: Sus relaciones diplomáticas durante el siglo XIX, 1903.
- La reforma constitucional de España: estudio histórico-crítico acerca del origen y vicisitudes de las constituciones españolas Madrid: Imprenta de Jaime Ratés Martín, 1923.
- Las bodas reales en Espana: El futuro de s. a. Historia, critica, legislación.... T. Minuesa de los Ríos, 1900.
- La tradición colonial española, Madrid, 1913
- La política española en Indias: rectificaciones históricas, Madrid, Jaime Rates, 1920.
- Acción de la diplomacia española durante la Guerra de la Independencia, 1808-1814, Zaragoza, 1909.
- Colección de tratados, convenios y demás documentos de carácter internacional firmados por España... : 1868-1874. Madrid: Imp. del Ministerio de Estado, 1907.
- Tratados, convenios y acuerdos referentes a Marruecos y la Guinea española, Madrid: Imprenta del Patronato de Huérfanos de Intendencia e Intervención Militares, 1918.
- Historia de Marruecos; apuntes para la historia de la penetración europea, y principalmente de la española, en el Norte de África Madrid: Estab. tip. de Jaime Ratés, 1915
- Ed. de Pedro de Aguado, Historia de Santa Marta y Nuevo Reino de Granada (Madrid: Est. tipog. de Jaime Ratés, 1916-1917, 2 vols.
- Con Pedro César Dominici, ed. de Pedro de Aguado, Historia de Venezuela, Madrid: Est. tip. de Jaime Ratés, 1918-1919, 2 vols.
- La independencia de América (su reconocimiento por España) Madrid, Estab. tip. de Jaime Ratés, 1922.
- Con Julián Juderías, La Reconstrucción de la historia de España desde el punto de vista nacional: discursos leídos ante la Real Academia de la Historia en el acto de su recepción pública Madrid: Imp. Clásica Española, 1918
- La tradición política española; apuntes para una biblioteca española de políticos y tratadistas de filosofía política Madrid, Tipolitografía de Raoul Péant, 1896
- Las bodas reales en Espana. El futuro de S. A. Historia, critica, legislación, documentos. Madrid, T. Minuesa de los Ríos, 1900
- Las provincias hispanoamericanas en los últimos años del siglo XVIII Madrid, 1915
- Los estudios geográficos en España Madrid: Estab. tip. de Jaime Ratés, 1917
- Relaciones diplomáticas entre España y la Santa Sede durante el siglo XIX, Madrid: Impr. de Jaime Ratés Martín, 1908.
- La vida local en España. Discurso leído ante la Real A. de la Historia y contestación de D. Ricardo Beltrán y Rózpide, Madrid, Tip. de Jaime Ratés, 1913.

### Otras obras
- Con Julián L. Peño-Carrero, Cuadros y cuentos de la aldea..., Madrid: Establecimiento Tipográfico de M. Minuesa de los Ríos, 1877.
- Apuntes de un periodista, 1889 (según la Enciclopedia Espasa).

| Predecesor: Francisco Barado y Font | Real Academia de la Historia. Medalla 5 1913-1925 | Sucesor: Hugo Obermaier y Grad |